# Saar
Saar (franceză Sarre, latină Saravus) este un râu care curge prin Franța (Lorena) și Germania (Saarland, Renania-Palatinat) pâna la vărsarea în Mosel, în apropiere de Trier. Are o lungime de 246 km.

## Geografie
Saar-ul ia naștere la poalele vârfului Donon din Munții Vosgi, în regiunea Alsacia, prin unirea a două râuri: Saar-ul roșu și alb (Sarre rouge și Sarre blanche) și străbate regiunea Lorena și landul Saarland.
După o lungime de 246 kilometri (anume 126 în Franța și 120 în Germania) se varsă la Konz (Renania-Palatinat) în Mosel. Bazinul de recepție  este de 7.431 kilometri pătrați.

## Principalii afleunți
- Eichel
- Ache
- Blies
- Rossel
- Köllerbach
- Bist
- Nied
- Prims

## Principalele orașe traversate
- în Franța: 
  - Sarreguemines
  - Sarrebourg
- în Germania:
  - Saarbrücken
  - Völklingen
  - Saarlouis
  - Dillingen
  - Merzig